# Liste der abgegangenen Baudenkmale in Christchurch
Diese Liste der abgegangenen Baudenkmale in Christchurch umfasst alle ehemals vom New Zealand Historic Places Trust als Denkmal (Historic Place Category 1, 2 oder Historic area) eingestuften Bauwerke und Flächendenkmale der neuseeländischen Stadt Christchurch. Die aktuell gelisteten Baudenkmale sind in der Liste der Baudenkmale in Christchurch enthalten.
In Christchurch wurde eine Vielzahl von Baudenkmalen durch das Christchurch-Erdbeben von 2011 zerstört oder in der Folge wegen starker Beschädigung abgebrochen. Diese Baudenkmale wurden aus dem Register des NZHPT gestrichen und finden sich auf der Website der Organisation unter dem Stichpunkt „Heritage Lost“.
Ausschlaggebend für die Angaben sind, wenn nicht anders angegeben, die Angaben im Register des NZHPT, die Schreibung der Lemmata/Bezeichnungen orientiert sich möglichst an der Namensgebung des NZHPT, soweit Artikel nicht bereits vorhanden sind.
| Bild           | Bezeichnung                                    | Ort          | Anschrift                                                    | Beschreibung | Bauzeit         | Eintrag       | Nummer | Kat. |
| -------------- | ---------------------------------------------- | ------------ | ------------------------------------------------------------ | --- | --------------- | ------------- | ------ | ---- |
| weitere Bilder | A & T Burt, ehemals Nugget Boot Polish Factory | Christchurch | 580 Ferry Road Karte                                         | ehemalige Schuhcremefabrik                                                                                        |                 |               | 3090   | 1    |
| weitere Bilder | Canterbury Society of Arts Gallery             | Christchurch | 282-286 Durham Street Karte                                  | ehem. Kunstgalerie, später Gerichtsgebäude                                                                        | 1890/1894       | 2. April 1985 | 3107   | 1    |
| weitere Bilder | Cranmer Court (Former Normal School)           | Christchurch | Ecke 1/350 - 15/350 Montreal Street und Kilmore Street Karte | ehem. Schule, heute Luxusappartements und Geschäfte. Der Eckbereich des Bauwerkes kollabierte beim Erdbeben 2011. | 1873–1875 (ca.) | 21. März 1991 | 1872   | 1    |
| BW             | Fleming House, Wesley Lodge Eventide Home      | Christchurch | 138-148 Park Terrace Karte                                   | Wohnhaus, später Teil eines kirchlichen Altenheimes, nach dem Erdbeben 2011 abgebrochen.                          | 1926            | n.a.          | 1942   | 2    |
| BW             | McKellar House, Wesley Lodge Eventide Home     | Christchurch | 138-148 Park Terrace Karte                                   | zuletzt Teil eines Altenheimes                                                                                    |                 |               | 4989   | 2    |
| weitere Bilder | Wahi Ruru                                      | Christchurch | 50 Heberden Avenue, Sumner Karte                             | Wohnhaus; im Dezember 2015 abgerissen                                                                             | 1851            | 24. Juni 2005 | 3125   | 2    |